# متیو مک‌نالتی
متیو مک‌نالتی (انگلیسی: Matthew McNulty؛ زادهٔ ۱۴ دسامبر ۱۹۸۲) هنرپیشه اهل انگلستان است.
از فیلم‌ها یا برنامه‌های تلویزیونی که وی در آن نقش داشته‌است می‌توان به کنترل، در جستجوی اریک، علامت قابیل، پیام‌رسانان ۲: مترسک، گره و جزیره اسپایک اشاره کرد.